# Super Smash Bros.
Super Smash Bros. (яп. ニンテンドーオールスター! 大 乱闘 スマッシュブラザーズ, NintendōŌrusutā! Dairantō Sumasshu Burazāzu, lit. "Nintendo All Star! Great Melee Smash Brothers") — файтинг розроблений компанією HAL Laboratory, Inc., яка так само розробляє такі ігри як Kirby та EarthBound. Виданий Nintendo для платформи Nintendo 64. Вперше гра була видана у Японії 21 січня 1999 року, потім гра вийшла в Північної Америці 26 квітня 1999, потім в Австралії в 1999 і нарешті в Європі реліз відбувся 19 листопада 1999 року.

Кадр з гри

На вибір гравцеві дається дванадцять (8 спочатку відкритих та 4 додатково доступні після виконання певних умов) персонажів з історії Нінтендо, таких як Маріо, Лінк, Кірбі та Пікачу.